# Connect Chemicals
Connect Chemicals GmbH ist ein weltweit agierender Hersteller und Distributor von Spezialchemikalien mit Sitz in Ratingen, Deutschland. Neben der eigenen Herstellung, der Beschaffung und dem Vertrieb von Spezialchemikalien ist das Custom Manufacturing (Lohnherstellung) eine Kernkompetenz.

## Geschichte
Connect Chemicals GmbH wurde 1998 von Dirk Otmar, Başar Karaca und Qiping Hou in Ratingen gegründet. Neben dem Geschäft eines Handelsunternehmens entwickelte sich das Unternehmen zu einem Dienstleister im Bereich der Spezialchemikalien. Unter dem Dach der Connect Chemicals Holding werden mehrere Joint Ventures und Büros an unterschiedlichen Standorten betrieben. Im Jahr 1999 wurde Connect Chemicals Tianjin Co Ltd. in Tianjin, China, gegründet, gefolgt von Connect Chemicals UK Ltd., in Cheshire, UK. Im Januar 2000 kam neben Tianjin ein weiterer Standort in China hinzu – Connect Chemicals Wuxi Co. Ltd in Jiangsu sowie im gleichen Jahr Connect Chemicals Italien und 2003 Connect Chemicals Frankreich. Im Jahre 2001 folgten weitere chinesische Produktionen: Jianyin Connect Chemicals Co. Ltd, Jingjiang Connect Chemical Co. Ltd und Connect Rugao Chemicals Co. Ltd.
Die Erschließung des amerikanischen Marktes erfolgte mit der Gründung von Connect Chemicals LLC in Atlanta, Georgia.
Im Jahr 2008 übernahm Connect Chemicals ein früheres Werk von Agfa in Vaihingen an der Enz. Dieser Standort sollte als Produktionsstätte weiter ausgebaut werden. Infolge eines Störfalles meldete das als Connect Chemicals Production & Services GmbH eigenständig operierende Werk Vaihingen jedoch im Jahr 2015 Insolvenz an und der Standort wurde im selben Jahr geschlossen. Die Ursache des Störfalles war laut Angaben der Zentralen Melde- und Auswertestelle für Störfälle und Störungen auch ein halbes Jahr nach dem Vorfall noch ungeklärt.
Im Jahr 2009 wurde die Geschäftsstelle Connect Chemicals Indien Pvt. Ltd., Mumbai, gegründet und 2014 Connect Chemicals Benelux B.V.in Dordrecht, Niederlande.

## Standorte
Connect Chemicals betrieb im Jahr 2020 drei Produktionsstätten in China. Weiterhin unterhält das Unternehmen Niederlassungen
in Deutschland, den Niederlanden, Frankreich, Italien, England, Indien, China und den USA.

## Produkte
Connect Chemicals vertreibt – mitunter aus Eigenherstellung – ca. 300 Produkte, die in folgenden Bereichen Anwendungen finden:
- Wasserchemie
- Flammschutz
- Konservierung
- Additive
- Papierbeschichtung
- Dispergiermittel

## Geschäftsfelder
- Kosmetik & Körperpflege
- Wasch- & Reinigungsindustrie
- Metallindustrie
- Farben & Lacke
- Papier
- Kunststoffe
- Wasserbehandlung